# Erong
Erong (kinesiska: 峨溶) är en köping i sydvästra Kina. Den ligger i häradet Xiushan i storstadsområdet Chongqing,  omkring 290 kilometer sydost om det centrala stadsdistriktet Yuzhong. Antalet invånare är 18 260. Befolkningen består av 8 745 kvinnor och 9 515 män. Barn under 15 år utgör 26,0 %, vuxna 15-64 år 62 %, och äldre över 65 år 10,0 %.